# Claude Rich
Claude Rich (Strasbourg, 1929. február 8. – Orgeval, 2017. július 20.) César-díjas francia színész.

## Filmjei

### Mozifilmek
- A nagy hadgyakorlat (Les grandes manœuvres) (1955)
- C'est arrivé à Aden... (1956)
- Mitsou ou Comment l'esprit vient aux filles... (1956)
- La garçonne (1957)
- La polka des menottes (1957)
- Horgász a pácban (Ni vu, ni connu) (1958)
- Ligne de vie (1958, rövidfilm)
- Coctail party (1960)
- A francia nő és a szerelem (La française et l'amour) (1960)
- L'homme à femmes (1960)
- Ce soir ou jamais (1961)
- A világ minden aranya (Tout l'or du monde) (1961)
- La chambre ardente (1962)
- Les sept péchés capitaux (1962)
- Les petits matins (1962)
- A póruljárt tizedes (Le caporal épinglé) (1962)
- Az ördög és a tízparancsolat (Le diable et les 10 commandements) (1962, hang)
- Copacabana Palace (1962)
- Lövöldöző taták (Les tontons flingueurs) (1963)
- Constance aux enfers (1964)
- Comment trouvez-vous ma sœur? (1964)
- Születésnapi vacsora (Le repas des fauves) (1964)
- Férfivadászat (La chasse à l'homme) (1964)
- Mata Hari, agent H21 (1964)
- Les copains (1965)
- Egy milliárd a biliárdasztalban (Un milliard dans un billard) (1965)
- L'or du duc (1965)
- Névtelen csillag (Mona, l'étoile sans nom) (1966)
- Párizs ég? (Paris brûle-t-il?) (1966)
- Szólítson ügyvédnek (Monsieur le Président Directeur Général) (1966)
- Les compagnons de la marguerite (1967)
- Oszkár (Oscar) (1967)
- A menyasszony feketében volt (La mariée était en noir) (1968)
- Szeretlek, szeretlek (Je t'aime, je t'aime) (1968)
- Özvegy aranyban (Une veuve en or) (1969)
- Con quale amore, con quanto amore (1970)
- Ore'ach B'Onah Metah (1970)
- A riszálás művésze (Ninì Tirabusciò, la donna che inventò la mossa) (1970)
- La femme de Jean (1974)
- A hatalom urai (La race des 'seigneurs') (1974)
- A sors iróniája (L'ironie du sort) (1974)
- Stavisky... (1974)
- Le futur aux trousses (1975)
- Agyő, haver! (Adieu poulet) (1975)
- Le Crabe-Tambour (1977)
- Rendőrök háborúja (La guerre des polices) (1979)
- La revanche (1981)
- Un matin rouge (1982)
- Maria Chapdelaine (1983)
- Les mots pour le dire (1983)
- Escalier C (1985)
- Les cigognes n'en font qu'à leur tête (1989)
- France images d'une révolution (1989, rövidfilm)
- Promotion canapé (1990)
- A zongorakísérő (L'accompagnatrice) (1992)
- A hercegi vacsora (Le souper) (1992)
- D'Artagnan lánya (La fille de d'Artagnan) (1994)
- Le colonel Chabert (1994)
- Állatkerti mesék (Le jardin des plantes) (1994)
- Dis-moi oui... (1995)
- Désiré (1996)
- Le bel été 1914 (1996)
- Conan kapitány (Capitaine Conan) (1996)
- Homérosz: Öregkori önarckép (Nel profondo paese straniero) (1997)
- Lautrec (1998)
- Le derrière (1999)
- Karácsonyi kavarodás (La bûche) (1999)
- Színészek (Les acteurs) (2000)
- Concorrenza sleale (2001)
- Les amants de Mogador (2002)
- Asterix és Obelix: A Kleopátra küldetés (Astérix & Obélix: Mission Cléopâtre) (2002)
- A sárga szoba rejtélye (Le mystère de la chambre jaune) (2003)
- Az élet ára (Le coût de la vie) (2003)
- Rien, voilà l'ordre (2003)
- Là-haut, un roi au-dessus des nuages (2003)
- Portrait caché (2003)
- A zsiráf nyaka (Le cou de la girafe) (2004)
- A fekete nő illata (Le parfum de la dame en noir) (2005)
- Szívek (Cœurs) (2006, hang)
- Az elnök (Président) (2006)
- Aide-toi, le ciel t'aidera (2008)
- Le crime est notre affaire (2008)
- Bancs publics (Versailles rive droite) (2009)
- Együtt élhetnénk (Et si on vivait tous ensemble?) (2011)
- 10 jours en or (2012)
- Keressétek Hortense-t! (Cherchez Hortense) (2012)
- Ladygrey (2015)

### Tv-filmek
- Le revizor ou L'inspecteur général (1956)
- Les joueurs (1960)
- Un beau dimanche de septembre (1960)
- La chasse ou L'amour ravi (1963)
- L'Apollon de Bellac (1965)
- Le vampire de Bougival (1966)
- Monsieur Jadis (1975)
- Orient-Express (1980)
- Fausses notes (1982)
- L'ours en peluche (1982)
- Emmenez-moi au théâtre: Un habit pour l'hiver (1982)
- Dans la citadelle (1983)
- L'énigme blanche (1985)
- La piovra 4 (1989)
- A nagy titok (Le grand secret) (1989)
- Stirn et Stern (1990)
- La vérité en face (1993)
- Commissaire Dumas d'Orgheuil: John (1993)
- Radetzkymarsch (1994)
- Mort d'un gardien de la paix (1994)
- Été brulant (1995)
- La fête des pères (1995)
- Les vacances de l'inspecteur Lester (1995)
- Mon père avait raison (1996)
- Vörös és fekete (Le Rouge et Le Noir) (1997)
- Clarissa (1998)
- Balzac (1999)
- Thérèse et Léon (2001)
- Papa Giovanni - Ioannes XXIII (2002)
- Galilée ou L'amour de Dieu (2005)
- Les rois maudits (2005)
- La séparation (2005)
- Voltaire és a Calas-ügy (Voltaire et l'affaire Calas) (2007)
- A halott királyné (La reine morte) (2009)
- Bouquet final (2011)

### Tv-sorozatok
- Le théâtre de la jeunesse (1962, egy epizódban)
- Les cent livres des hommes (1973, hang, egy epizódban)
- Haute tension (1988, egy epizódban)
- L'histoire du samedi (1997, egy epizódban)